# 清棲敦子
清棲 敦子（きよす あつこ、1907年〈明治40年〉5月18日 - 1936年〈昭和11年〉3月24日）は、日本の元皇族。伯爵清棲幸保夫人。伏見宮博恭王と同妃経子の第2王女子。旧名は、敦子女王（あつこじょおう）。皇籍離脱前の身位は女王で、皇室典範における敬称は殿下。

## 生涯

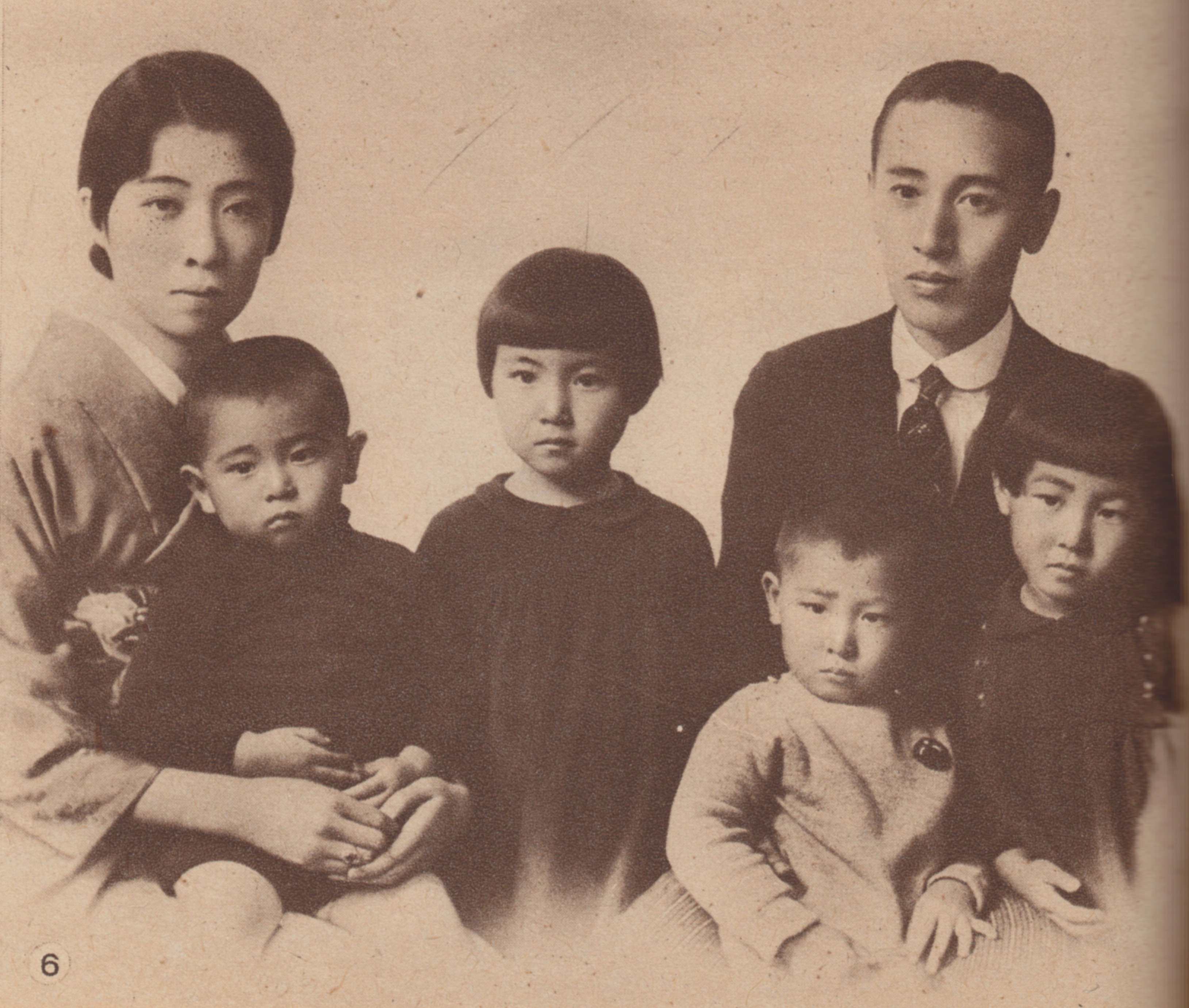
清棲伯爵一家（1934年頃撮影）

1907年（明治40年）5月18日午前10時30分、伏見宮博恭王と同妃経子の第2王女子（第5子）として誕生。15分後に生まれた知子女王（久邇宮朝融王妃）とは一卵性の双生児姉妹である。なお、後から生まれたほうを兄または姉とする風習もあるが、出生順通り、先に生まれた敦子女王が姉である。双生児であることは誕生当初から公表され、2人は引き離されることなく、ともに養育された。1925年（大正14年）10月27日、清棲幸保伯爵に降嫁した。幸保との間に、家隆、貞子、慶子、家治の4児を儲ける。

## 系譜
- 父：伏見宮博恭王
- 母：徳川経子（徳川慶喜9女）
- 兄弟：博義王 - 恭子女王 - 博忠王 - 博信王 - 敦子女王 - 知子女王 - 博英王
- 夫：清棲幸保（伯爵）
  - 夫の養父：清棲家教（伏見宮邦家親王の第15王子、博恭王の叔父、伯爵）
  - 夫の実父：真田幸民（旧松代藩10代藩主）
- 子：
  - 長男：清棲家隆
  - 長女：清棲貞子（子爵小笠原光泰夫人）
  - 次女：清棲慶子（成瀬照正夫人）
  - 次男：清棲家治